# Вещи в занаята: Наследство
„Вещи в занаята: Наследство“ (на английски: The Craft: Legacy) е американски свръхестествен филм на ужасите от 2020 г., написан и режисиран от Зоуи Листър-Джоунс и е директно продължение на „Вещи в занаята“ (1996). Във филма участват Кейли Спейни, Гидиън Адлън, Лави Симоне, Зоуи Луна, Никълъс Галицин, Мишел Монахан, Дейвид Духовни и др.
Филмът е пуснат в САЩ чрез видео по поръчка на 28 октомври 2020 г. от Sony Pictures Releasing под етикета Sony Pictures Releasing, с театрално издание в различни международни пазари в началото на същия ден. Филмът печели повече от $2.3 милиона в световен мащаб и смесени отзиви от критиците.